# Oberhaslach (Bad Wurzach)
Oberhaslach ist ein Weiler des Gemeindeteils Unterschwarzach von Bad Wurzach.

## Lage
Oberhaslach liegt im Naturraum Riß-Aitrach-Platten (Naturraum-Nr. 41), einem Teil der Großlandschaft Donau-Iller-Lech-Platte (Großlandschaft-Nr. 4). Es befindet sich am nördlichen Ende des Haisterkircher Rückens und ist etwa 3,4 km östlich des Oberschwäbischen Hügellandes (Naturraum-Nr. 32) gelegen, das zur Großlandschaft Voralpines Hügel- und Moorland (Großlandschaft-Nr. 3) gehört.
Hydrologisch betrachtet liegt der Kernort Oberhaslach im Gewässereinzugsgebiet des Mühlbachs, der östlich von Oberhaslach über Graben und Stelzenmühle nach Eggmannsried verläuft. Ein kleiner Teil der bebauten Flurstücke im Osten, am Waldrand im Süden in Richtung Osterhofen, gehört zum Gewässereinzugsgebiet der Osterhofer Ach. Das nördlichste dieser drei Flurstücke liegt sogar in den Einzugsgebiet des Mühlbachs, der Osterhofer Ach und eine kleine Fläche zusätzlich im Einzugsgebiet der Umlach liegt. Oberhaslach liegt zudem östlich der Europäischen Hauptwasserscheide.
Geologisch befindet sich Oberhaslach im Altmoränen-Hügelland (Bodengroßlandschaft), welches durch Glazialsedimente geprägt ist. Die vorherrschende bodenkundliche Einheit ist die Parabraunerde aus rißzeitlichem Geschiebemergel (Kartiereinheit t34).

## Verkehrsanbindung
Oberhaslach ist über einen Gemeindeverbindungsweg erschlossen, der von der Kreisstraße K 7933 (Strecke Osterhofen–Eggmannsried) abzweigt. Von Oberhaslach führt dieser Weg weiter in den direkt angrenzenden Weiler Stelzenmühle von welchem man nach Graben oder Eggmannsried kommt.
In Eggmannsried besteht ein Anschluss an die Bundesstraße 465.
Oberhaslach ist nicht direkt in das Radnetz Baden-Württemberg angebunden. Die nächsten Anschlüsse für Radfahrer befinden sich beim St.-Magnus Hof nahe Osterhofen, in Unterschwarzach und bei Ampfelbronn.
Eine Radverbindung zwischen Osterhofen und Eggmannsried verläuft seit 2023 durch Oberhaslach, wobei nur entlang der K 7933 ein eigenständiger Radweg vorhanden ist.

## Kapelle
Die Hofkapelle in Oberhaslach ist ein Denkmal aus dem späten 19. Jahrhundert. Es handelt sich um einen Rechteckbau mit einem Satteldach und Giebelgesimsen. Die Kapelle zeichnet sich durch ein offenes Rundbogenportal aus und besitzt eine kulturgeschichtliche Bedeutung.